# Anatopus
Anatopus palmatus es el nombre dado a los rastros fósiles  por Lapparent y Montenat en  1967, ellos los asignaron a Ornithopoda y a Saurischia por Haubold en 1971. Este icnotaxón sólo se conoce a partir de vestigios incompletos encontrados en  Le Veillon (Francia), la edad se estima entre el Triásico Superior y el Jurásico temprano.
Estas  huellas se han estudiado ampliamente desde el principio. Los rastros no pueden ser debidamente clasificados  por causa del mal estado de las pisadas. Fue probablemente las huellas de terópodos pequeños. Tiene anormalmente corto las huellas del dedo exterior, pero también puede atribuirse al hecho de que sólo los dedos de los pies que están todavía intactos.